# Reiner Schilling
Reiner Schilling (ur. 10 maja 1943 w Nendingen, zm. 15 października 2013 w Tuttlingen) – niemiecki zapaśnik.

## Lata młodości
Zapasy trenował od szóstego roku życia.

## Kariera
W 1964 wystartował na igrzyskach olimpijskich w wadze piórkowej w stylu wolnym, odpadając w czwartej rundzie zawodów po porażce z Japończykiem Osamu Watanabe, późniejszym złotym medalistą w tej konkurencji.
Dwukrotny mistrz Niemiec w wadze piórkowej w stylu wolnym z lat 1963 i 1964.
W 1965 zakończył karierę z powodu kontuzji oka.
Reprezentował klub ASV Nendingen.

## Losy po zakończeniu kariery
Po zakończeniu kariery został trenerem i działaczem zapaśniczym, pełniąc m.in. funkcję prezesa ASV Nendingen w latach 1993-2011. Zmarł 15 października 2013 po długiej chorobie, a pochowany został trzy dni później w Mühlheim an der Donau.